# 島嶼鐵甲蟲
島嶼鐵甲蟲（学名：Dactylispa insulicola）为金花蟲科窄頸鐵甲蟲屬下的一个种。